# Веллар, Лидия
Ноэми Лидия (Лиди) Веллар (фр. Noemie Lidia (Lydie) Vellard, урожд. Юдебин (фр. Hudebine); 18 марта 1875 года — 17 сентября 1989 года) — французская долгожительница. На момент смерти была вторым старейшим живущим человеком в мире. Из-за того, что Жанна Кальман была на месяц старше, она так и не достигла статуса старейшей в мире. До 18 февраля 2022 года, она входила в топ 100 старейших людей в мировой истории. Её возраст составлял 114 лет 183 дня.

## Биография
Лидия Веллар родилась 18 марта 1875 года в Розьер-ан-Бос (департамент Луаре, Франция).
В конце 1890-х Лидия вышла замуж за Поля Веллара. В 1898 году они переехали в Сен-Сижисмон, где прожили всю оставшуюся жизнь. В 1900 году у пары родилась дочь Маргарита. В 1958 году Лидия овдовела.
Лидия Веллар скончалась 17 сентября 1989 года в Сен-Сижисмоне. На момент смерти была 5-й старейшей француженкой[прояснить].